# カタリーナ・フォン・ブラウンシュヴァイク＝ヴォルフェンビュッテル (1488-1563)
カタリーナ・フォン・ブラウンシュヴァイク＝ヴォルフェンビュッテル（Katharina von Braunschweig-Wolfenbüttel, 1488年 - 1563年6月29日）は、ザクセン＝ラウエンブルク公マグヌス1世の妃。

## 生涯
カタリーナは、ブラウンシュヴァイク＝ヴォルフェンビュッテル公ハインリヒ1世（1463年 - 1514年）とポメラニア公エーリヒ2世の娘カタリーナ・フォン・ポンメルン（1465年 - 1526年）との間に生まれた娘である。
1509年11月20日にヴォルフェンビュッテルにおいてザクセン＝ラウエンブルク公マグヌス1世（1470年 - 1543年）と結婚した。父ハインリヒ1世は、自分だけでは持参金を支払うことができないと判断し、女性税（Fräuleinsteuer）を徴収させるため1509年に議会を召集した。長い交渉の末、議会はカタリーナの持参金と宝石の資金として3回の不動産税を認めた。
カタリーナは厳格なカトリック教徒であり、ブラウンシュヴァイク家の親戚と密接な関係を保った。スウェーデン王グスタフ1世は、カトリックのドイツ諸侯がデンマーク王クリスチャン2世を支持するのを阻止するためにカタリーナの娘と結婚することとなった。
長男フランツ1世の結婚の際、カタリーナは後に長男の義母となるカタリーナ・フォン・メクレンブルクと交渉を始めたが、ヴェッティン家の当主であるザクセン選帝侯ヨハン・フリードリヒはこれを知らされず、不利益を被った。

## 子女
- フランツ1世（1510年 - 1581年） - ザクセン＝ラウエンブルク公。1540年にザクセン公ハインリヒ4世の娘ジビッレ・フォン・ザクセンと結婚。
- ドロテア（1511年 - 1571年） - 1525年にデンマーク＝ノルウェー王クリスチャン3世と結婚
- カタリーナ（1513年 - 1535年） - 1531年にスウェーデン王グスタフ1世と結婚
- クララ（1518年 - 1576年） - 1547年にギフホルン公フランツと結婚
- ゾフィー（1521年 - 1571年） - 1537年にオルデンブルク＝デルメンホルスト伯アントン1世（1505年 - 1573年）と結婚
- ウルズラ（1523年 - 1577年） - 1551年にメクレンブルク公ハインリヒ5世と結婚